# Nossa Música
"Nossa Música"  é o primeiro single do quinto álbum de estúdio da banda de rock brasileira CPM 22, nomeado Cidade Cinza. Foi tema da gangue  na telenovela Chamas da Vida, exibida pela RecordTV no ano  de 2008, não sendo incluída na trilha sonora lançada em compact disc pela Sony Music.